# Marginellopsis serrei
Marginellopsis serrei là một loài ốc biển rất nhỏ, là động vật thân mềm chân bụng sống ở biển trong họ Granulinidae.